# Mistrzostwa Europy w biegu na 100 km 2001
10. Mistrzostwa Europy w biegu na 100 km 2001 – zawody lekkoatletyczne, które odbyły się 29 września 2001 w Winschoten, Holandia.

## Medaliści
|                         | 1. miejsce       | Rezultat | 2. miejsce      | Rezultat | 3. miejsce      | Rezultat |
| Mężczyźni indywidualnie | Vladimir Netreba | 6:45:43  | Attila Vozar    | 6:47:57  | Miroslav Vindis | 6:52:47  |
| Kobiety indywidualnie   | Ricarda Botzon   | 7:31:55  | Marina Bychkova | 7:37:02  | Karine Herry    | 7:42:36  |

## Reprezentacja Polski

### Mężczyźni
| Miejsce | Zawodnik     | Klub              | Rezultat |
| 5.      | Jacek Lenart | MKS Osa Zgorzelec | 6:59:16  |